# Put Yourself in My Place
Put Yourself in My Place è un brano musicale della cantante australiana Kylie Minogue, pubblicato nel 1994 come singolo estratto dal suo quinto album in studio, l'eponimo Kylie Minogue. La canzone è stata scritta e prodotta da Jimmy Harry.

## Tracce
Australia CD1
1. Put Yourself in My Place (short radio edit) – 3:37
2. Put Yourself in My Place (Dan's Quiet Storm Extended Mix) – 5:48
3. Put Yourself in My Place (Dan's Quiet Storm Club Mix) – 7:03
4. Confide in Me (Phillip Damien Mix) – 6:25

UK CD1
1. Put Yourself in My Place (radio mix) – 4:11
2. Put Yourself in My Place (Dan's Quiet Storm Extended Mix) – 5:48
3. Put Yourself in My Place (Dan's Quiet Storm Club Mix) – 7:03
4. Confide in Me (Phillip Damien Mix) – 6:25

CD2
1. Put Yourself in My Place (radio mix) – 4:11
2. Put Yourself in My Place (Driza-Bone Mix) – 4:50
3. Put Yourself in My Place (All-Stars Mix) – 4:54
4. Where Is the Feeling? (Morales Mix) – 9:55